# Vladimir Machkov
Pour les articles homonymes, voir Machkov.
Vladimir Lvovitch Machkov (en russe : Владимир Львович Машков) est un acteur et réalisateur de cinéma soviétique puis russe né le 27 novembre 1963 à Toula (ex-URSS), aujourd'hui en fédération de Russie.
Il est connu en France pour son rôle de Platon Makovsky dans le film de Pavel Lounguine Un nouveau Russe (2002).
Il est également un soutien actif de Vladimir Poutine et de l'invasion de l'Ukraine.

## Biographie
Son père était acteur de théâtre à Toula et sa mère, ayant des origines italiennes, metteur en scène dans ce même théâtre. Ses parents déménagèrent ensuite à Novokouznetsk, puis à Novossibirsk, où Vladimir s'inscrivit à la faculté de biologie. Un an plus tard il entra à l'institut d'art dramatique de Novossibirsk, dont il fut exclu en 1984 pour son esprit bagarreur.
Vladimir Machkov se rendit donc à Moscou étudier à l'école-studio du MkhAT (Théâtre d'art de Moscou Nemirovitch-Dantchenko), sous la direction de Mikhaïl Tarkhanov (ru). Il en fut encore exclu pour fronde et devint décorateur de ce même théâtre.
Il se mit alors sous la direction d'Oleg Tabakov et joua dans son théâtre Tabakerka à Moscou et revint au MkhAT suivre les cours de Tabakov, dont il sortit en 1990.
Il fit ses débuts au cinéma en 1989 dans divers films et dans le thriller d'Andreï Malioukov Amour sur l'île de la mort (1991).
À partir de 1994, il obtint des rôles principaux et se fit connaître d'un large public en Russie dans des films de Denis Evstigneïev (Limite), Valeri Todorovski (Katia Ismailova), Karen Chakhnazarov (La Fille américaine), etc.
C'est à cette époque qu'il devint aussi metteur en scène au théâtre d'Oleg Tabakov et au Satirikon de Moscou.
Il réalise en 1997 le film Sirota kazanskaia.
Depuis mars 2015, il est la figure de proue des campagnes publicitaires de la banque VTB24.
Depuis le 23 avril 2018, Vladimir Machkov est le nouveau directeur artistique du théâtre Tabakerka.
Par ailleurs, il milite pour le parti Russie unie. Lors de l'invasion de l'Ukraine par la Russie en février 2022, il installe un Z géant sur la façade du théâtre Tabakerka, signe de ralliement pro-guerre. Il est inscrit sur la liste noire de l'UE le 21 juillet 2022 avec interdiction d'entrée sur le territoire des États membres et gel de ses avoirs.

## Vie privée
Vladimir Machkov était marié avec Elena Chevtchenko, actrice de théâtre et cinéma. De cette union le 19 avril 1985 naît une fille, Maria Machkova, également actrice.
Vladimir Machkov mesure 1,88 m.

## Filmographie
Il a joué dans diverses séries TV russes comme dans L'Idiot en 2003 (inspiré du roman de Dostoïevski) ; mais aussi récemment dans des films à succès, comme :
- 1989 : Zelyonyy ogon' kozy
- 1990 : Ha-bi-assy
- 1990 : Delay - raz!
- 1991 : Amour sur l'île de la mort (Lioubov na ostrove smerti)
- 1992 : Alyaska, ser!
- 1993 : Moi Ivan, toi Abraham : Aaron
- 1994 : Limita : Ivan
- 1994 : Katia Ismailova : Sergueï
- 1995 : La Fille américaine (Amerikanskaya doch) : Alexeï
- 1996 : Koroli i kapusta (voix)
- 1997 : Noch pered Rozhdestvom (voix).... le diable
- 1997 : Le Voleur et l'Enfant (Vor): (Tolia) de Pavel Tchoukhraï
- 1998 : Composition pour le jour de la victoire (Сочинение ко Дню Победы) de Sergueï Oursouliak : Sacha
- 1998 : Dve luny, tri solntsa : Alexeï
- 1999 : Maman (Мама) de Denis Evstigneïev : Nikolaï Youriev
- 2000 : Russkiy bunt : Emelian Pougatchov
- 2001 : Dancing at the Blue Iguana : Sacha
- 2001 : 15 minutes de John Herzfeld
- 2001 : American Rhapsody : Frank
- 2001 : The Quickie : Oleg
- 2001 : En territoire ennemi : Sacha
- 2002 : Un nouveau Russe de Pavel Lounguine : Platon
- 2004 : Papa : Abraham Schwarz (aussi producteur et scénariste)
- 2005 : Le Conseiller d'État (Статский советник) de Filipp Yankovsky : Kozyr
- 2006 : La Chasse au piranha (ru) (Охота на пиранью) d'Andreï Kavoun : Mazour
- 2005 : Piter FM (Питер FM) d'Oksana Bytchkova
- 2008 : Le Fantôme (ru) (Домовой) de Karen Oganessian
- 2010 : L'Affrontement (Край) d'Alekseï Outchitel : Ignat
- 2010 : Kandahar (Кандагар) d'Andreï Kavoun
- 2011 : Raspoutine de Josée Dayan (TV) : Nicolas II de Russie
- 2011 : Mission impossible : Protocole Fantôme (Mission: Impossible - Ghost Protocol) de Brad Bird : Sidorov
- 2015 : De l'amour (Про любовь) d'Anna Melikian : Victor Borissovitch
- 2016 : Le Duelliste (Дуэлянт) d'Alexeï Mizguirev : le comte Beklemichev
- 2016 : The Crew de Nikolaï Lebedev : Leonid Zintchenko
- 2017 : Trois Secondes (Движение вверх) d'Anton Meguerditchev : Vladimir Kondrachine
- 2019 : Braquage à Monte-Carlo (Миллиард) de Roman Prygounov (ru) : Matveï Levine
- 2019 : Le Héros (Герой) de Karen Oganessian
- 2022 : Qui est là ? (ru) (Кто там?) de Vitali Doudka, Vladimir Maslov, Mikhaïl Morskov
- 2023 : Le Défi (Вызов) de Klim Chipenko

## Distinctions

### Récompenses
- 17e cérémonie des Aigles d'or : Aigle d'or du meilleur acteur pour son rôle dans Trois secondes[3].
- 1998 : Nika du meilleur acteur, pour le rôle du voleur Tolyan dans Le Voleur et l'Enfant (1997).
- 2011 : Nika du meilleur acteur, pour le rôle d'Ignat dans L'Affrontement (2010).

### Décorations
- 2010 : Artiste du peuple de la fédération de Russie
- 2019: Ordre de l'Honneur

## Dans la culture populaire
Les créateurs du jeu vidéo Grand Theft Auto IV, Rockstar Games, se sont inspirés de son interprétation de Sasha le traqueur dans le film En territoire ennemi, pour créer le protagoniste du jeu, Niko Bellic.